# 蒙泰圣比亚焦
蒙泰圣比亚焦（義大利語：Monte San Biagio），是意大利拉蒂纳省的一个市镇。总面积66.43平方公里，人口6195人，人口密度93.3人/平方公里（2009年）。ISTAT代码为059015。